# Тринидад и Тобаго на летних Олимпийских играх 1952
Тринидад и Тобаго принимали участие в Летних Олимпийских играх 1952 года в Хельсинки (Финляндия) во второй раз за свою историю, и завоевали две бронзовые медали. Сборную страны представляли двое мужчин в одном виде спорта.

## Награды

### Бронза
| Бронза |                |                             |
| №      | Спортсмены     | Вид спорта (дисциплина)     |
| 1      | Родни Уилкс    | Тяжёлая атлетика (до 60 кг) |
| 1      | Леннокс Килгур | Тяжёлая атлетика (до 90 кг) |

## Состав и результаты

### Тяжёлая атлетика
Мужчины
| Спортсмен      | Категория | Финал     | Финал |
| Спортсмен      | Категория | Результат | Место |
| -------------- | --------- | --------- | ----- |
| Родни Уилкс    | до 60 кг  | 322.5     | 3     |
| Леннокс Килгур | до 90 кг  | 402.5     | 3     |